# Rallina mayri
Rallina mayri là một loài chim trong họ Rallidae.